# José Alexandre Guimarães
José Alexandre Domingues Guimarães, (Araguaína, 19 de fevereiro de 1986) é um advogado, produtor rural e político brasileiro filiado ao Movimento Democrático Brasileiro (MDB). É deputado federal por Tocantins. 

## Biografia
Alexandre Guimarães (Araguaína, 19 de fevereiro de 1986) é um advogado, produtor rural e político brasileiro. Formado em Direito pela UNIRG, em Gurupi (TO), iniciou sua trajetória profissional na advocacia antes de se dedicar ao setor agropecuário nos estados do Pará e Tocantins.
Em 2014, disputou sua primeira eleição para deputado estadual pelo Pará, pelo Partido Liberal (PL), então chamado Partido da República (PR), ficando como segundo suplente. Em 2016, foi eleito vice-prefeito de Novo Repartimento (PA), onde também presidiu a Associação  Comercial de Novo Repartimento (Asconor) entre 2012 e 2014 e o Sindicato dos Produtores Rurais do município em 2020.
Durante a pandemia, retornou a Araguaína e, em 2022, disputou pela primeira vez um cargo eletivo em seu estado natal pelo Republicanos, sendo eleito deputado federal como o terceiro mais votado do Tocantins, com 54.703 votos. Em 2024, ingressou no Movimento Democrático Brasileiro (MDB), assumindo a missão de presidir e reestruturar o partido no estado.
Como parlamentar, atuou na defesa do agronegócio e da segurança publica, além de pautas voltadas para a geração de empregos, fortalecimento do ensino e pesquisa, redução e simplificação da carga tributária e eficiência na administra pública. Destacou-se pela oratória eloquente e articulação politica nos bastidores, tornando-se uma figura influente na política tocantinense.
Alexandre é irmão de Israel Guimarães, engenheiro agrônomo e vice-prefeito eleito de Araguaína em 2024, e também do produtor rural e político Raul Guimarães.
Vida pessoal: 
Cristão católico, Alexandre é casado com a enfermeira Rejane Guimarães e pai de Lorena Guimarães, nascida em 2020, e Alexandre Ulysses Guimarães, nascido em 2024.